# Leader (azienda)
Leader S.p.A., in precedenza Leader Distribuzione, è stata un'azienda italiana specializzata nella distribuzione di videogiochi e relativo hardware. Attiva dal 1984 come affiliata all'editrice britannica Mastertronic, divenne Leader nel 1987 e in quel decennio si confermò il maggiore distributore italiano del settore, rimanendo tra i più importanti fino agli anni duemila, per poi chiudere nel 2012.

## Storia

### Origini e ascesa
L'azienda venne fondata dall'inglese John Holder, laureato in filosofia e psicologia all'Università di Leeds. Conobbe la futura moglie qualche anno prima durante una vacanza in Italia e in seguito si trasferì a Varese.
Secondo quanto racconta Holder, nei primi anni '80 lavorava già in Italia, con la famiglia ancora in Inghilterra, per la sua prima società, la Arton s.r.l. che si occupava di importazione ed esportazione. Recatosi per lavoro in un piccolo negozio di Varese, zona dove aveva vari contatti, gli fu suggerito di importare videogiochi dall'Inghilterra. La distribuzione dei primi titoli, tra cui giochi della Imagine Software, ebbe un discreto successo, e in breve Holder decise di focalizzarsi sui videogiochi. Poiché il suo socio non era d'accordo, Holder avviò una nuova azienda, per occuparsi della distribuzione esclusiva dei giochi dell'editrice britannica Mastertronic.
Infatti, qualche mese dopo la nascita della Mastertronic (1984), Holder era stato positivamente colpito dalla loro politica dei videogiochi a basso costo. Dopo aver allargato il commercio ai joystick, importando modelli a microswitch, vennero contattate varie marche di software proponendo di fare prezzi entro le 20.000 lire, e molte aderirono.
Holder stabiliva contatti diretti con varie software house britanniche, ad esempio la Quicksilva. Faceva da loro rappresentante ufficiale e venditore nella zona di Varese. Qualche mese dopo la nascita della Mastertronic, la sua azienda prese uno stand alla Fiera di Milano ed estese i propri contatti italiani, creando una filiera distributiva che copriva tutto il Nord Italia.
La Mastertronic italiana aveva una struttura commerciale veloce, che riusciva a far arrivare i giochi in Italia in contemporanea con l'uscita britannica.

John Holder nel 1986 nell'ufficio di Casciago

John Holder nel 1987 con alcune cassette della Mastertronic

Holder fu rappresentante ufficiale italiano di Mastertronic dal 1984 per circa un anno e mezzo. Però vendere i giochi a basso costo non eliminava il problema della pirateria, dato che i pirati potevano vendere anche i giochi di fascia alta a prezzi ugualmente bassi. L'azienda perciò iniziò a estendere il parco titoli a produttori di primo piano, come Ocean Software, U.S. Gold, Activision e Domark. A questo punto però non le fu più concesso di usare il nome Mastertronic per commercializzare la concorrenza. Dato che l'azienda era divenuta leader del mercato italiano, si decise di prendere proprio il nome Leader, ufficializzato nel 1987. La ragione sociale era Leader Distribuzione s.r.l..
Riguardo alla data di fondazione, la Leader dichiarava la propria nascita a Varese nel 1984. Presumibilmente si riferisce alla Mastertronic s.a.s. di Varese, che debuttò sul mercato italiano a settembre 1984 con vari giochi economici a 7.900 lire. I giochi erano distribuiti dalla Arton, che figurava allo stesso indirizzo.
Altre fonti affermano che Holder fondò la Mastertronic Italia nel 1986. In quell'anno in effetti ci fu un trasferimento della sede Mastertronic a Casciago, a un indirizzo che rimase sede della Leader per diversi anni.
Negli anni '80, commercializzando giochi per computer come Commodore 64, Amiga e PC, secondo Holder vendere 10 000 copie di un titolo rappresentava già un grande successo per la Leader. C'erano eccezioni, ad esempio Formula One Grand Prix arrivò all'eccezionale cifra di 50 000 copie.
Verso la fine degli anni '80 si affermò il primo concorrente che poteva minacciare il predominio della Leader, la CTO. Nel 1989 ci fu una grande crescita di queste aziende e la Leader era faticosamente riuscita a conquistare oltre il 70% del mercato italiano, seguita dalla CTO con il 20%. Il catalogo della CTO era più limitato, ma poté distribuire per Simulmondo e soprattutto Electronic Arts, e nel 1990 riuscì a sottrarre alla Leader la sua collaborazione con la LucasArts.
Leader istituì la S.C. s.r.l., che aveva sede a poche decine di metri dal suo capannone, con il compito di acquisire regolari licenze su prodotti esteri da rivendere alle riviste italiane, da cui il nome, sigla di Software Copyright. Nel 1989 nacque il progetto di rendere la S.C. un editore di giochi originali sviluppati in Italia ed esportabili (l'opposto di ciò che faceva la Leader). Dal 1990 la S.C. pubblicò videogiochi italiani con il marchio Idea.
Nel 1992 la sede della Leader venne trasferita da Casciago a Gazzada Schianno.
Nel 1993 l'azienda, da s.r.l., divenne una società per azioni.
Nel corso degli anni '90 l'azienda instaurò collaborazioni con grandi editori internazionali, come Eidos, Activision (con la quale c'era un contratto di esclusiva già dal 1988) e Vivendi Universal Games. Nel 1998 un importante accordo con Microsoft riconfermò Leader tra i maggiori operatori in Italia, portandola quasi al 50% di quota di mercato del software per PC.
Intorno al 1997 l'azienda aveva creato tre divisioni interne per ogni segmento di prodotti trattato: Games per i videogiochi di punta; Family per prodotti multimediali come software educativi ed enciclopedie; Classic per riproporre successi del passato; oltre al settore hardware.

### Localizzazioni in italiano
Dato che molti utenti, specialmente negli anni '80, non erano pratici con l'inglese, fin dall'inizio Holder considerò importante la localizzazione in italiano dei prodotti, almeno per quanto riguarda il manuale di istruzioni. La Leader se ne occupò direttamente, facendo stampare confezioni e manuali in italiano. Successivamente richiese ai produttori originali di farlo.
Con l'affermarsi di generi come avventure e giochi di ruolo, che contengono testi mediamente molto più lunghi rispetto ai semplici giochi d'azione, le cose si fecero più complesse. Valeva la pena investire nelle localizzazioni solo per i giochi più promettenti. Leader garantiva la traduzione se il produttore garantiva la vendita di un certo numero di copie. Secondo Holder un gioco tradotto, rispetto a un originale, vendeva mediamente 4-5 volte di più.
Negli anni '80 era praticamente impossibile per l'azienda trovare traduttori professionali in questo ambito. Dagli anni '90 si diffusero nel Regno Unito le prime società di localizzazione in varie lingue, e qualche anno dopo avvenne anche in Italia. Con le società britanniche la Leader ottenne generalmente risultati poco soddisfacenti. Tornò quindi a occuparsi di fornire una traduzione qualificata, o almeno richiedeva di poter verificare prima le traduzioni. In seguito, con l'arrivo di aziende italiane come Synthesis (poi acquisita da Keywords Studios), l'attività fu assegnata a queste.

### Lotta alla pirateria
Ai tempi della collaborazione con Mastertronic, Leader faceva da distributore per circa 500 negozi italiani e per ogni gioco vendeva sempre circa un migliaio di copie. Poi Holder capì la probabile correlazione: in pratica, tipicamente un negozio acquistava due copie, perché una veniva esposta in vetrina e l'altra si usava nel retrobottega per farne copie pirata da vendere.
Per combattere la pirateria era necessario anzitutto convincere l'editore originale a fare prezzi ridotti, in modo da poter tenere basso il prezzo di rivendita in Italia, non superando mai le 15.000 lire. La qualità del materiale doveva poi essere superiore alle copie pirata, con bella copertina e manuale in italiano.
Per l'autunno 1987 la Leader annunciò un ulteriore abbassamento dei prezzi dei giochi di punta, iniziando dal Commodore 64, a 12.000 lire per le cassette e 18.000 lire per i dischi (dai precedenti 18.000/25.000); secondo la rivista Zzap! era circa 2.000 lire più di quanto costasse una copia pirata. All'epoca una riduzione simile aveva fatto triplicare le vendite in Spagna.
Holder sostiene che l'azienda riuscì a convincere quasi tutti i negozi che vendere l'originale presentasse meno problemi. Tuttavia con la successiva esplosione dell'Amiga e dei floppy da 3,5" la situazione divenne ingestibile.
La Leader iniziò anche a prendere di petto il problema della pirateria, facendo causa alle aziende che distribuivano software pirata. Molti anni dopo, Holder ammette di pentirsi di queste azioni, perché probabilmente il problema si sarebbe risolto da solo col tempo.
A partire dal 1985, entro settembre 1987 l'azienda aveva già intentato 5-6 cause contro i grandi pirati; a quella data nessuna causa si era ancora conclusa formalmente, ma in due casi il pirata era venuto a patti impegnandosi a non copiare la Leader e a pagare un risarcimento simbolico.
Contro la Ital Video di Bologna, che secondo Holder copiava le loro stesse cassette, Leader perse la causa nel 1989 per mancanza di prove nell'ispezione fatta in sede; subì anzi una controcausa per diffamazione e dovette pagarne i danni molti anni dopo.
Almeno un'altra causa fu persa nel 1993 per concorrenza sleale contro la Computer One, della quale la Leader aveva ingiustamente diffamato come illegittima l'importazione parallela.
L'inizio fu difficile poiché la legge non tutelava i distributori ufficiali. Col tempo sono nate varie associazioni di tutela del software.
La prima rilevante fu la Assoft (Associazione Italiana per la Tutela del Software, fondata aprile 1985), ma secondo Holder (1987) entrava nell'ambito legale solo quando più aziende erano danneggiate dal pirata.
Nel 1993 fu emanata la specifica legge italiana che tutelava direttamente il copyright del software. Così, entro qualche anno, il fenomeno della pirateria a livello industriale scomparve: i numeri si ridussero, ma ancora molti negozi producevano copie nel retrobottega.
Dopo il 1993, Leader faceva parte dell'Assoft, come anche la Microsoft, e se aveva bisogno delle vie legali non agiva più come singola azienda contro singoli negozi, ma come associazione.
A un certo punto venne coinvolta anche la SIAE, ma Holder ritiene che fu un grosso errore: aumentò il lavoro, senza risolvere problemi. Con l'introduzione del bollino SIAE anche per i software, si finì per multare solo i negozi (che non danneggiavano la Leader) se qualcosa era senza bollino, mentre la pirateria all'esterno era ignorata.

### Console
Con l'affermarsi delle console, inizialmente i distributori di software in Italia erano quasi del tutto esclusi. In pratica i giochi Nintendo erano in mano solo alla Mattel e quelli Sega solo a Giochi Preziosi. Nel 1991 la Mindscape contattò la Leader per offrirle i propri prodotti, che Mattel aveva deciso di non distribuire, così Leader entrò in questo nuovo mercato. Mattel si rivelò comunque un oppositore, e influenzò negativamente i rivenditori riguardo ai giochi Mindscape; dopo una breve attività nel 1992-1993, Leader abbandonò il settore Nintendo.
Leader distribuì anche diversi titoli per Mega Drive negli ultimi due anni commerciali della console, quando Giochi Preziosi era meno interessata, in particolare giochi della EA Sports come FIFA Soccer 96.
Holder ammette che la Leader fece errori di valutazione dell'andamento del mercato, in particolare sottovalutò l'arrivo della console PlayStation. Dal 1995 i tempi pioneristici del settore videogiochi erano ormai terminati e il ruolo del distributore divenne più convenzionale. Alla fine altre società come la Halifax presero quell'importante fetta del settore console.
Dopo il lancio della PlayStation 2 la Leader si rafforzò molto nell'ambito console, ottenendo tra l'altro di distribuire editori specializzati come Midway Games, Rage Software, 3DO e BAM.
Nel 2002 Leader divenne il distributore italiano hardware e software della console Xbox, in collaborazione con Medusa Home Entertainment (quest'ultima incentrata sulla distribuzione del software). Leader collaborava già da tempo con Microsoft, produttore della console; fu la prima collaboratrice della Microsoft per il mercato italiano dei consumatori.
Leader si occupava di hardware dal 1995, ma fu l'ottenimento della distribuzione di Xbox a darle importanza sul mercato nazionale. Negli anni successivi altri grandi produttori di hardware le affidarono la distribuzione; di questi il più rilevante era Sony che le affidò l'intera gamma di prodotti, tra cui la console PlayStation 3.

### Espansione del gruppo
Nel 2001 Leader rilevò la Ims e la Lago, espandendosi in due diverse direzioni. Ims era un distributore di accessori hardware per videogiochi (inizialmente di software), nel quale la Leader aveva già una partecipazione. Ims distribuiva marchi come Plantronics e Datel; nei primi due anni aveva fatturato circa 850 milioni di lire e quell'anno a maggio aveva già superato 1 miliardo.
Anche più importante fu l'acquisizione di Lago, un altro distributore storico, all'epoca noto come editore italiano di espansioni di Microsoft Flight Simulator e con fatturato variabile tra 1 e 2,5 miliardi di lire; fu un primo passo di Leader come editrice.
Alla fine del 2002 il gruppo Leader acquisì la Milestone, azienda italiana di sviluppo allora già affermata. Ciò consentì alla Leader di coprire tutto il ciclo di vita del prodotto, dalla creazione alla distribuzione del videogioco.
Almeno dal 2003 si parlava ufficialmente di Gruppo Leader, che riuniva varie società, e la capogruppo aveva abbandonato il nome Leader Distribuzione, divenendo formalmente soltanto Leader s.p.a.
Nel 2003 Leader s.p.a. si poteva definire l'azienda italiana più importante del settore videogiochi. Aveva oltre 100 dipendenti, più di 35 tra agenti e venditori diretti in Italia, serviva oltre 3000 punti vendita e fatturava 25-37 milioni di euro. La quota di mercato, ancora in ascesa, era stimabile del 35%. Distribuiva giochi per tutte le piattaforme, tra cui quelli all'epoca molto celebri della Eidos Interactive.
Possedeva anche una quota del capitale sociale della NGI.
La rivista professionale Trade Interactive Multimedia, nella lista delle persone più importanti del mercato italiano dei videogiochi per l'anno 2003, assegnò il secondo posto condiviso a Virgilio Bixio e John Holder, che allora erano rispettivamente amministratore delegato e presidente della Leader.
Nel 2004 nacque Black Bean Games come editore internazionale del Gruppo Leader. Rappresentava il ramo editoriale della Lago s.r.l., già acquisita nel 2001; dopo alcuni successi pubblicati con l'etichetta Lago, si investirono altre risorse per creare ufficialmente Black Bean. In seguito il suo catalogo fu suddiviso in due segmenti, Racing e Family & Lifestyle. Nel 2010 Black Bean si affermò sul mercato internazionale, Stati Uniti compresi.
Secondo Il Sole 24 Ore, l'azienda raggiunse il massimo splendore nel 2004, con 90 milioni di euro di fatturato e la distribuzione di marchi importanti come Ubisoft, Sony, Activision ed Electronic Arts, quest'ultima sottratta proprio in quegli anni alla CTO che fallì.
A inizio 2008 il Gruppo Leader contava circa 180 persone tra dipendenti, collaboratori e agenti, e aveva ancora il proprio quartier generale a Gazzada Schianno. Le altre società del gruppo a questa data erano Pulsar Communication, agenzia di comunicazione interna; Videogame.it, portale web; Ims, passata a occuparsi di vincolo di bilancio e gestione per categoria; Milestone, sviluppatore di videogiochi; Lago, editore internazionale noto per il marchio Black Bean Games; e Leader UK, filiale britannica nata nel 2005.
Luisa Bixio era amministratore delegato della Leader, mentre Virgilio Bixio era divenuto presidente del Gruppo.
A fine 2008 il fatturato semestrale del gruppo era circa 50 milioni di euro (+20% rispetto all'anno precedente), contando Leader s.p.a., Lago s.r.l./Black Bean, Milestone s.r.l. e Pulsar.
Nel 2009 nacque una rete europea, insieme ai distributori Tradewest e FF Distribution, per entrare direttamente nei mercati di Regno Unito, Francia e Germania, i più importanti d'Europa. A inizio 2010, il Gruppo Leader aveva una partecipazione nei capitali di Tradewest (per Regno Unito e Francia) e FF Distribution (per la Germania). Il catalogo Black Bean Games divenne distribuito in almeno 15 nazioni.
John Holder lasciò l'azienda nel 2009. Nel 2007 era già general manager della THQ Italia.
Nell'ultimo periodo le principali società del gruppo erano, oltre a Leader s.p.a., Milestone e Black Bean Games, la Lightning Fish e la Blaze Europe. Lightning Fish venne fondata a Banbury nella primavera 2008 da veterani del settore sviluppo; ad aprile 2009 il Gruppo Leader acquisì un'importante partecipazione nel capitale della società e ne fece il proprio studio di sviluppo, realizzando titoli di exergaming come NewU Fitness First Personal Trainer.
Blaze Europe, fondata a settembre 2008 in Inghilterra, progettava, sviluppava e distribuiva internazionalmente accessori ludici per PC e console; nacque da una joint venture tra la storica Blaze International, nota per il marchio Xploder, e il Gruppo Leader.

### Chiusura
Nel 2012, ormai in perdita, Leader s.p.a. propose il concordato preventivo. Erano rimasti 44 dipendenti, già dimezzati rispetto al 2011, con un indotto stimabile in 100 milioni di euro e oltre 3000 partite IVA clienti in Italia.
Gli ultimi dati finanziari noti della Leader erano del 2011, anno in cui ottanta dipendenti andarono in cassa integrazione. Si dichiaravano 74 milioni di Euro di ricavi, 80 milioni di costi della produzione, 54 milioni di passivo, 62 milioni di attivo e 6 milioni di patrimonio proprio.
Secondo Il Sole 24 Ore, era una tipica struttura industriale che non riuscì ad adattarsi ai cambiamenti, in quanto legata ai videogiochi in scatola: anche i videogiochi, come musica e film, venivano sempre meno commercializzati su supporto fisico, in favore del download da negozio online, soprattutto per PC.
Secondo Duesse, probabilmente il gruppo aveva risentito, soprattutto negli ultimi tempi, dello scarso successo di alcuni prodotti in esclusiva.
Del gruppo Leader rimase in salute la Milestone, alla quale vennero trasferiti 10 dipendenti.
La distribuzione venne abbandonata per restare solo sull'attività di pubblicazione, fino ad allora affidata all'etichetta Black Bean Games, il cui personale venne trasferito dalla Leader alla Milestone, che divenne così editrice oltre che sviluppatrice.